# Az udvari ember
Az udvari ember, (eredeti címe: Il Cortegiano) Baldassare Castiglione itáliai humanista szerző prózában írt műve. „A renaissance ragyogó korát zárja le, …még egyszer s talán utoljára összefoglalja mindazt, ami eszményképe s egyúttal valósága is volt a renaissance társadalmának, legmélyebb emberi törekvése Castiglione-nak.” Az európai irodalomtörténetben átmenetet képvisel a lovagvilág és a barokk udvari kultúra között.
Fő része 1513–1518-ban készült és kezdetben kéziratban terjedt. Csak jóval később, 1528-ban jelent meg Velencében.

## Ismertetése
Az udvari ember négy részre osztott, beszélgetés formájába öltöztetett értekezés; a reneszánsz eszménykeresésének – Machiavelliétől teljesen eltérő – megnyilatkozása. Szerzője maga is udvari ember volt, művében nem a teoretikus, hanem maga az udvari ember szól erről az életformáról és céljairól.
Könyvében az urbinói udvar néhány lovagja és hölgye arról társalog a palota termében, hogy milyennek kell lennie a tökéletes udvari embernek. A 16. század udvari életének idealizált képét festik, közben sok más kérdésről – az olasz nyelvről, a kormányformákról, a plátói szerelemről stb. – cserélnek véleményt. A társalgás rendkívül elevenen, fordulatosan zajlik, ami a munkát nemcsak kultúrtörténeti, hanem irodalmi szempontból is értékessé teszi.
Az eszményi udvari ember uomo universale, sokoldalú, harmonikusan fejlett. Szerb Antal összefoglalása szerint: előtérben állnak a lovagi-középkori vonások: az udvari ember előkelő származású, bátor harcos, kitűnő vívó, vallásos és a hölgyek tisztelője. Művésze a társalgásnak is (külön rész foglalkozik a tréfa elméletével), remekül táncol, tud latinul és görögül, jártas a nagy írók műveiben, festeget, költöget, műértő is – „de mindebben csak úri dilettáns marad. Rangján alul áll, hogy versenyezni akarjon a hivatásos tudósokkal és művészekkel. Legfőbb jellemvonása ugyanis az, amit Castiglione sprezzaturának nevez: bármit tesz, csak mellesleg, könnyedén, mintegy félkézzel viszi véghez, még a legnehezebb dolgokat is. Ebből áll az igazi előkelőség. A törekvés, az erőfeszítés polgári erénye nem méltó hozzá; az előkelőség kegyelem dolga, nem az akaraté. Itt válik az arisztokrácia osztályöntudata naivból tudatossá, törvénnyé… Legszebb az utolsó könyv, amelyben a szerelemről beszélnek; a platóni hagyomány és a lovagkori idealizálás, ókor és középkor szintézisre jutnak Castiglione szerelemtanában, és a könyv végén az urbinói terem hajnali szürkületén is átsuhog az Istenközelség nagy pillanata, mint egykor az athéni symposion fölött.”
A könyv magyarul 1941-ben Zichy Rafaelné fordításában jelent meg. Új fordítása Vígh Éva munkája (Mundus, 2008).

## Magyarul
- Az udvari ember; ford. Zichy Rafaelné; Franklin, Bp., 1940
- Az udvari ember; ford., jegyz., utószó Vígh Éva; Mundus, Bp., 2008 (Mundus – új irodalom)